# Samotna Skała (Diable Skały)

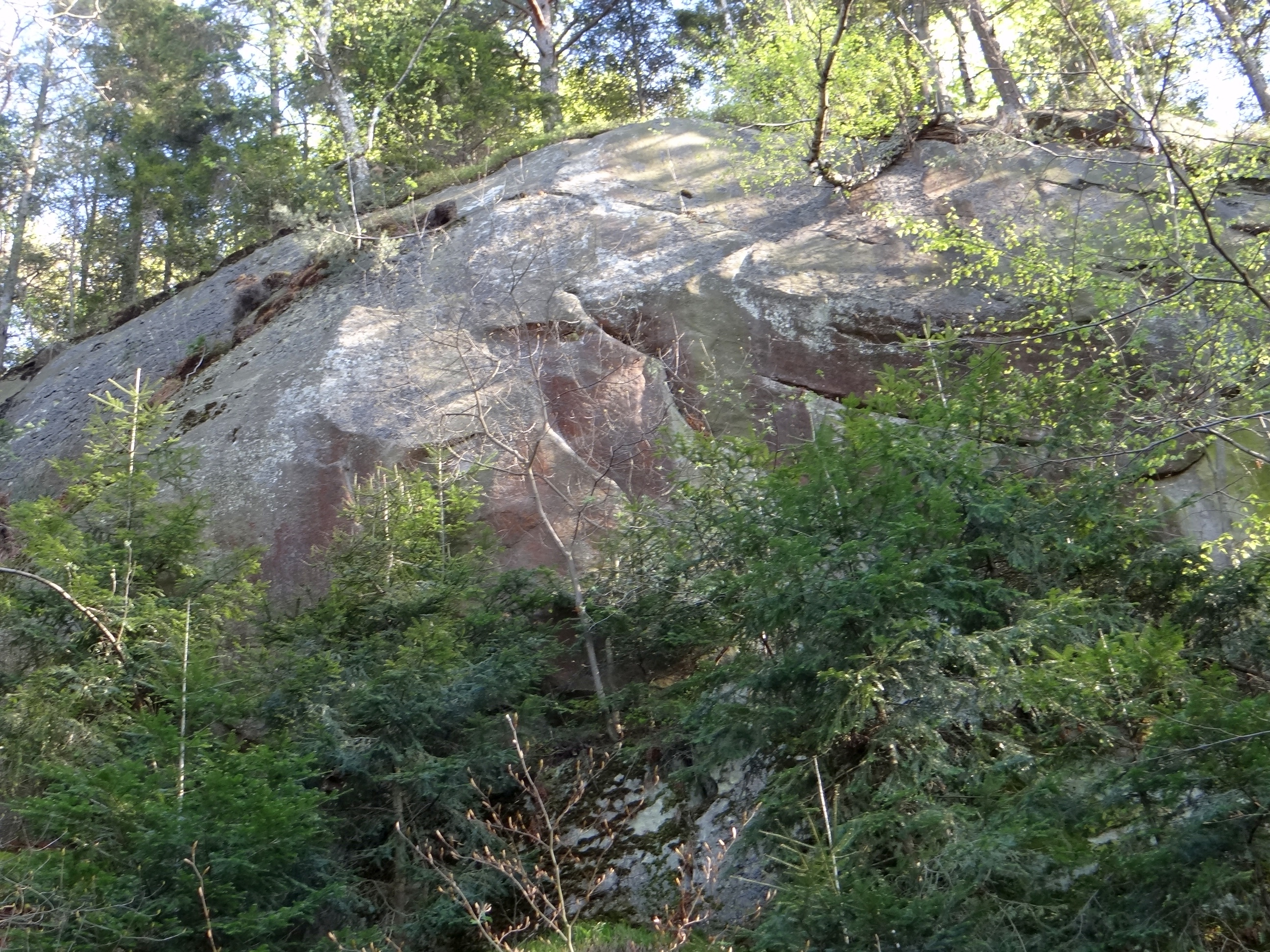

Samotna Skała – duża wychodnia w rezerwacie przyrody Diable Skały. Rezerwat znajduje się w szczytowych partiach wzniesienia Bukowiec (530 m), we wsi Bukowiec, w województwie małopolskim, w powiecie nowosądeckim, w gminie Korzenna. Pod względem geograficznym jest to obszar Pogórza Rożnowskiego, będący częścią Pogórza Środkowobeskidzkiego.
Samotna Skała nosi też nazwę Urwisko. Znajduje się przy ścieżce edukacyjnej prowadzącej terenem rezerwatu, pomiędzy Dwiema Skałami i Głazem. Ma formę pionowej ściany długości 50 m, wysokości 15 m i jest najwyższą skałą w całym rezerwacie. Zbudowana jest z gruboławicowych piaskowców ciężkowickich z domieszkami pstrych łupków. Znajdują się w niej niewielkie schrony jaskiniowe. Ze szczytu skały widok na dolinę Paleśnianki i wzgórza Jamna, Ostryż, Rosulec.
U północnej podstawy Samotnej Skały znajduje się Schronisko w Omszałej Skale.